# Tubular Bells 2003
Tubular Bells 2003 is het 22e studioalbum van Mike Oldfield.

## Inleiding
Oldfield nam deze nieuwe versie van zijn debuutalbum Tubular Bells op om de dertigste verjaardag van het album luister bij te zetten. Oldfield noemde daar een aantal redenen voor. De belangrijkste was dat hij het originele album in haast moest opnemen. Andere redenen waren te vinden in schommelingen in geluidsniveaus en een rommelige ritme-, maat- en tempovoering. Oldfield kon voor die heropname beschikken over de originele 16-trackopname, die hij via Pro Tools kon bewerken. Met alle digitale techniek waaronder MIDI en clicktrack werd er flink gesleuteld van glockenspiel tot zang in Caveman. 
Master of Ceremonies bij deze opnamen werd John Cleese, de originele MC Viv Stanshall was in 1995 overleden.

Het album werd zowel uitgebracht op compact disc als op dvd. De cd-versie kregen een kopieerbeveiliging, die echter op sommige cd-spelers moeilijkheden gaf bij het afspelen, ook beschadigingen aan apparatuur werden gemeld. Het album bevatte al wel een waarschuwing (een verwijzing naar het originele album): 
This stereo record can still not be played on old tin boxes no matter what they are fitted with. If you are in possession of such equipment please hand it into the nearest police station".
Zoals bovenstaande tekst kent het album een aantal accentverschillen. Eén daarvan zit in het gebrul in Caveman, Mike verzorgde dat op het originele album zelf; hier in de remake voegde zijn zus Sally Oldfield zich bij hem.

## Musici
- Mike Oldfield – alle muziekinstrumenten, stem in Caveman
- Sally Oldfield – stem in Caveman
- John Cleese - spreekstem

## Muziek
| Nr. | Titel                                            | Duur |
| --- | ------------------------------------------------ | ---- |
| 1.  | Tubular Bells (part one) (Introduction)          | 5:52 |
| 2.  | Tubular Bells (part one) (Fast guitars)          | 1:04 |
| 3.  | Tubular Bells (part one) (Basses)                | 0:46 |
| 4.  | Tubular Bells (part one) (Latin)                 | 2:18 |
| 5.  | Tubular Bells (part one) (A minor tune)          | 1:21 |
| 6.  | Tubular Bells (part one) (Blues)                 | 2:40 |
| 7.  | Tubular Bells (part one) (Thrash)                | 0:44 |
| 8.  | Tubular Bells (part one) (Jazz)                  | 0:48 |
| 9.  | Tubular Bells (part one) (Ghost bells)           | 0:30 |
| 10. | Tubular Bells (part one) (Russian)               | 0:44 |
| 11. | Tubular Bells (part one) (Finale)                | 8:32 |
| 12. | Tubular Bells (part two) (Harmonics)             | 5:12 |
| 13. | Tubular Bells (part two) (Peace)                 | 3:30 |
| 14. | Tubular Bells (part two) (Bagpipe guitars)       | 3:08 |
| 15. | Tubular Bells (part two) (Caveman)               | 4:33 |
| 16. | Tubular Bells (part two) (Ambient guitars)       | 5:10 |
| 17. | Tubular Bells (part two) (The sailor’s honrpipe) | 1:46 |

De dvd-versie kende bonustracks onder meer bestaande uit demo’s uit 1971. 

## Ontvangst
OOR's Pop-encyclopedie (diverse versies) beschuldigde Oldfield al jaren van artistieke armoe, hetgeen elders ook werd geconstateerd. Wel vond men (Progwereld) dat de opnamekwaliteit/geluid er flink op vooruit was gegaan. Toch waren er stemmen, die aangaven dat die onvolmaaktheden uit het verleden juist bijdroegen aan de kwaliteit van het origineel, nu klonk het allemaal te helder (Progarchives). Desalniettemin waardeerden fans het met een 3,76 uit 5 bij 231 stemmen (Progarchives, 30 maart 2022) .
Oldfield haalde voorafgaand aan dit album vooral noteringen in albumlijst van Duits sprekende landen. Dit was ook met dit album het geval (Oostenrijk viel af), maar ook andere hitlijsten mengden zich er (weer) in:
- Duitsland: vijf weken met hoogste notering 29
- Engeland; een week met hoogste plaats 51
- Nederland: zes weken met hoogste notering 41
- Frankrijk: zes weken met hoogste notering 44
- Zwitserland: twee weken met hoogste notering 55

De notering in Nederland kwam tot stand in de  Album top 100. Ter vergelijking, het originele album stond achttien weken genoteerd in een top 20 met 2 als hoogste plaats.
Tubular Bells · Hergest Ridge · Ommadawn · Incantations · Platinum · QE2 · Five miles out · Crises · Discovery · The Killing Fields · Islands · Earth Moving · Amarok · Heaven's open · Tubular Bells II · The songs of distant earth · Voyager · Tubular Bells III · Guitars · The Millennium Bell · Tr3s lunas · Tubular Bells 2003 · Light + Shade · Music of the Spheres · Man on the Rocks · Return to Ommadawn ·